# Felsőnána
Felsőnána es un pueblo ubicado en el distrito de Bonyhád, en el condado de Tolna, Hungría.

## Superficie
Posee una superficie de 18,91 kilómetros cuadrados.

## Demografía
Hasta 2019 la población era de 595 habitantes, con una densidad de población de 31,46 habitantes por kilómetro cuadrado.